# Liste des maires de Lens (Pas-de-Calais)
La liste des maires de Lens présente la liste par ordre de mandat des maires de la commune française de Lens, située dans le département du Pas-de-Calais en région Hauts-de-France.

## L'Hôtel de ville
L'hôtel de ville actuel a été construit entre novembre 1962 et février 1965, sur les plans de l'architecte parisien Jean de Mailly, en remplacement de l'ancienne mairie bombardée lors du raid du 11 août 1944.
Le bâtiment précédent, dont la construction est confiée à l'architecte douaisien Jean Goniaux, fut inauguré le 14 août 1927. Il s'agissait de reconstruire  l'édifice détruit lors de la « Grande Guerre ».

## Liste des maires

### Entre 1789 et 1944
| Période          | Période          | Identité                     | Étiquette            | Qualité |
| ---------------- | ---------------- | ---------------------------- | -------------------- | --- |
| 1789             | 1791             | Jean-Paul, marquis d'Alciaté |                      | Officier d'infanterie Nommé par le Roi |
| 15 janvier 1791  | 30 mai 1791      | Antoine de Cardevac          |                      | Chanoine de la collégiale |
| 13 juin 1791     | 18 novembre 1791 | Charles Marcadet             |                      | |
| 1792             | 12 janvier 1792  | Gabriel-Marie Roussel        |                      | |
| 4 janvier 1793   | 22 juin 1793     | Albert Grard                 |                      | |
| 22 juin 1794     | janvier 1794     | Guislain Decrombecque (père) |                      | |
| 9 janvier 1794   | décembre 1794    | Charles Delalleau            |                      | |
| 7 décembre 1794  | 7 décembre 1794  | Joseph Delabre               |                      | |
| 7 décembre 1794  | 1797             | Nicolas Durot                |                      | |
| 21 novembre 1797 | 21 février 1798  | Charles Bauduin              |                      | |
| 21 février 1798  | août 1800        | Florent Marre (père)         |                      | |
| avant 1803       | 1803             | Louis Mairesse               |                      | |
| 11 mars 1804     | 1805             | Albert Hovine                |                      | |
| 9 mars 1805      | janvier 1808     | Eustache Canfin              |                      | |
| janvier 1808     | 1815             | Louis Roussel                |                      | |
| 10 août 1815     | janvier 1816     | Prosper Leroy                |                      | Notaire |
| janvier 1816     | septembre 1830   | Pierre-Philippe Lebrun       |                      | |
| septembre 1830   | 1832             | Jean-Baptiste Leclercq       |                      | |
| 1832             | mars 1835        | Pierre-Philippe Lebrun       |                      | |
| mars 1835        | 1837             | Jean-Baptiste Carlier        |                      | |
| 1837             | 1846             | Pierre Baudry                |                      | |
| 1846             | 1865             | Guislain Decrombecque        |                      | Agriculteur |
| 1865             | 1868             | Philippe Testu               |                      | |
| juin 1868        | 1871             | Henri Spriet                 |                      | Négociant, marchand de draps, rentier |
| février 1871     | 1874             | Jean-Baptiste Griselle       |                      | |
| 16 février 1874  | 1876             | Paul Cayet                   |                      | Notaire |
| 1876             | 1876             | Étienne Flament              |                      | |
| septembre 1876   | 1877             | Alphonse Caille              |                      | |
| août 1877        | 1880             | Bernard Grard                |                      | |
| 4 janvier 1880   | mai 1884         | Eugène Bar                   |                      | Tanneur |
| mai 1884         | 1885             | Charles Poirrier             |                      | |
| 1885             | 2 septembre 1892 | Auguste Frémicourt-Douchet   | Rad.                 | Négociant en vin Démissionnaire |
| 2 septembre 1892 | mai 1896         | Alfred Wagon                 | Rad.                 | Pharmacien de deuxième classe |
| mai 1896         | 1er mai 1900     | Eugène Courtin               |                      | Administrateur des mines de Liévin |
| 1er mai 1900     | 11 février 1928  | Émile Basly                  | Socialiste puis SFIO | Mineur de fond puis cabaretier, syndicaliste Député de la Seine (1885 → 1889) Député du Pas-de-Calais (1891 → 1928) Conseiller général de Lens (1900 → 1904) Conseiller général de Lens-Est (1904 → 1928) Décédé en fonction |
| 1er avril 1928   | 17 août 1941     | Alfred Maës                  | SFIO                 | Mineur de fond, syndicaliste Député du Pas-de-Calais (1919 → 1928) Député de la 3e circ. de Béthune (1928 → 1940) Décédé en fonction                                                                                         |
| 6 novembre 1941  | 2 septembre 1944 | Marcel Hanotel,              | SFIO (jusqu'en 1944) | Mineur de fond puis commerçant Premier adjoint (1924 puis 1935 → 1941) Nommé par le régime de Vichy, arrêté à la Libération                                                                                                  |

### Depuis 1944
| Période          | Période                    | Identité         | Étiquette    | Qualité |
| ---------------- | -------------------------- | ---------------- | ------------ | --- |
| 2 septembre 1944 | 23 avril 1945              | Paul Sion        | SFIO         | Mineur, président du Comité local de Libération Député du Pas-de-Calais (1936 → 1940 puis 1945 → 1955) Conseiller général de Lens-Est (1928 → 1940 puis 1949 → 1951) |
| 23 avril 1945    | 19 octobre 1947            | Auguste Lecœur   | PCF          | Métallurgiste Sous-secrétaire d’État à la Production charbonnière (1946) Député du Pas-de-Calais (1945 → 1955) |
| 19 octobre 1947  | 23 septembre 1966          | Ernest Schaffner | SFIO         | Docteur en médecine Député du Pas-de-Calais : 13e circ. (1958 → 1966) Conseiller général de Lens-Est (1951 → 1966) Décédé en fonction |
| 4 décembre 1966  | 14 octobre 1998            | André Delelis    | SFIO puis PS | Représentant de commerce Ministre du Commerce et de l'Artisanat (1981 → 1983) Député du Pas-de-Calais : 13e circ. (1967 → 1981) Sénateur du Pas-de-Calais (1983 → 1992) Conseiller général de Lens-Nord-Ouest (1962 → 1982) Président du district urbain de Lens-Liévin (1968 → 1998) |
| 14 octobre 1998  | 16 juin 2013               | Guy Delcourt     | PS           | Retraité de la fonction publique territoriale Député du Pas-de-Calais : 13e puis 3e circ. (2007 → 2017) Conseiller général de Lens-Nord-Ouest (2001 → 2007) 1er vice-président de la CA de Lens-Liévin (2001 → 2008) Démissionnaire                                                   |
| 16 juin 2013     | En cours (au 25 mars 2022) | Sylvain Robert   | PS           | Cadre territorial Président de la CA de Lens-Liévin (2014 → ) Réélu pour le mandat 2014-2020, Réélu pour le mandat 2020-2026, |

## Biographies des maires
| Sylvain Robert | 9 avril 1972     | Bully-les-Mines  | —                 | —                 |  |  |  |  |
| Cadre territorial de profession, il est désigné maire par le conseil municipal le 16 juin 2013, en remplacement de Guy Delcourt qui souhaitait se concentrer son mandat parlementaire. Réélu en 2014 avec 42,01 % des suffrages à l'issue d'une triangulaire, il devient par la suite président de la Communauté d'agglomération de Lens-Liévin (CALL). En 2020, il est candidat à sa réélection et remporte le scrutin dès le premier tour, recueillant 55,48 % des voix et distançant largement la liste du Rassemblement national. |                  |                  |                   |                   |  |  |  |  |
| |                  |                  |                   |                   |  |  |  |  |
| Guy Delcourt | 13 juillet 1947  | Palaiseau        | 31 janvier 2020   | Arras             |  |  |  |  |
| - |                  |                  |                   |                   |  |  |  |  |
| André Delelis | 23 mai 1924      | Cauchy-à-la-Tour | 4 septembre 2012  | Lens              |  |  |  |  |
| - |                  |                  |                   |                   |  |  |  |  |
| Ernest Schaffner | 30 avril 1901    | Strasbourg       | 23 septembre 1966 | Lens              |  |  |  |  |
| - |                  |                  |                   |                   |  |  |  |  |
| Auguste Lecœur | 4 septembre 1911 | Lille            | 26 juillet 1992   | Chalon-sur-Saône  |  |  |  |  |
| - |                  |                  |                   |                   |  |  |  |  |
| Paul Sion | 14 mars 1886     | Marquillies      | 13 mars 1959      | Lille             |  |  |  |  |
| - |                  |                  |                   |                   |  |  |  |  |
| Marcel Hanotel | 3 janvier 1880   | Cauchy-à-la-Tour | 17 mai 1953       | Lens              |  |  |  |  |
| - |                  |                  |                   |                   |  |  |  |  |
| Alfred Maës | 15 juillet 1875  | Saint-Omer       | 17 août 1941      | Lens              |  |  |  |  |
| - |                  |                  |                   |                   |  |  |  |  |
| Émile Basly | 29 mars 1854     | Valenciennes     | 11 février 1928   | Lens              |  |  |  |  |
| - |                  |                  |                   |                   |  |  |  |  |
| Eugène Courtin | 21 avril 1857    | Lourches         | 18 décembre 1945  | Thorigné-sur-Dué  |  |  |  |  |
| - |                  |                  |                   |                   |  |  |  |  |
| Alfred Wagon | 4 mai 1849       | Oisy-le-Verger   | 1928              | Vercelli (Italie) |  |  |  |  |
| - |                  |                  |                   |                   |  |  |  |  |
| Eugène Bar | 7 avril 1845     | Béthune          | 3 mai 1886        | Lens              |  |  |  |  |
| - |                  |                  |                   |                   |  |  |  |  |
| Paul Cayet | 27 décembre 1838 | Béthune          | 10 mai 1903       | Lens              |  |  |  |  |
| - |                  |                  |                   |                   |  |  |  |  |
| Henri Spriet | 7 mars 1814      | Lille            | 7 janvier 1888    | Lens              |  |  |  |  |
| - |                  |                  |                   |                   |  |  |  |  |

## Conseil municipal actuel
Les 39 sièges composant le conseil municipal ont été pourvus le 15 mars 2020 lors du premier tour de scrutin. Actuellement, il est réparti comme suit : 